# Пятая гугенотская война
Пятая гугенотская война (1574—1576 годы) — вооружённый конфликт внутри Французского королевства, ставший пятой из восьми религиозных войн. В отличие от предыдущих конфликтов, в этом помимо ультракатоликов и гугенотов участвовала умеренно-католическая «партия недовольных», выступавшая за установление гражданского мира на основании политики веротерпимости и сделавшая своим вождём герцога Алансонского, стремившегося занять престол в обход старшего брата. Герцог поднял мятеж в союзе с рядом гугенотских вельмож и протестантов Германии и, несмотря на поражение при Дормане, добился уступок для гугенотов и лично для себя.

## Истоки конфликта
После Варфоломеевской ночи часть католического дворянства перешла на умеренные позиции, связывая выход из гражданских войн с религиозным компромиссом и считая возможным для достижения этой цели союз с гугенотами. Лидером «недовольных», как называли их сторонники Гизов, стал младший из королевских братьев Франсуа Алансонский, который, видя, что Карл IX умирает, надеялся усилить своё влияние и захватить престол. В 1573—1574 годах Алансон организовал с этой целью ряд заговоров, в которых принял активное участие насильно удерживавшийся при дворе Генрих Наваррский. Все эти заговоры провалились, а принцы даже некоторое время содержались в заключении.
В это же время гугеноты Франсуа де Ледигьер и Монбрен фактически контролировали Дофине, а один из «недовольных» Анри де Монморанси был почти независимым правителем Лангедока. Когда на престол взошёл Генрих III, Монморанси потребовал от него восстановления прав для гугенотов и изгнать советников-итальянцев (4 ноября 1574 года), а затем начал военные действия.

## Ход войны
Первоначально военные действия ограничивались несколькими южными провинциями. Королевские войска безуспешно осаждали крепость Ливрон, которую удерживали «недовольные», Монморанси осаждал Сен-Жиль. В Ниме «недовольные» и гугеноты заключили союз против короля. В этой ситуации последний был вынужден пойти на компромисс, но уже в апреле 1575 года гугеноты потребовали от Генриха III полного равноправия двух религий, и война возобновилась.
15 сентября 1575 года герцог Алансонский бежал из Парижа к своим сторонникам, сформировавшим армию. Союзники герцога принц Конде и Иоганн Казимир Пфальцский вторглись во Францию с востока; первому из них была обещана полная свобода вероисповедания, второму — Мец, Туль и Верден. Генрих де Гиз разбил войско «недовольных» под командованием Гийома де Монморанси при Дормане (10 октября), но те в декабре получили новые подкрепления из Германии, а в феврале 1576 года и Генрих Наваррский бежал из Парижа и закрепился на нижней Луаре.
Генриху III пришлось идти на очередной компромисс. Франсуа Алансонский получил новые обширные владения (Анжу, Турень и Берри), Иоганн Казимир — 300 тысяч экю. Генрих Наваррский стал губернатором Гиени, а Конде — губернатором Пикардии. Гугеноты согласно Эдикту в Болье получили свободу вероисповедания по всей стране, кроме Парижа, право занимать государственные должности, крепости в каждом бальяже и создание судебных палат, где должны были быть представлены обе конфессии.

## В художественной литературе
События пятой гугенотской войны в существенно видоизменённом виде изображены в романе Александра Дюма «Графиня де Монсоро». Война описывается и в романе Генриха Манна «Молодые годы короля Генриха IV».